# Clermont-Soubiran
Clermont-Soubiran (bis 1972: Clermont-Dessus) ist eine französische Gemeinde mit 405 Einwohnern (Stand: 1. Januar 2022) im Département Lot-et-Garonne in der Region Nouvelle-Aquitaine (vor 2016: Aquitanien). Clermont-Soubiran liegt im Arrondissement Agen und gehört zum Kanton Le Sud-Est Agenais. Die Einwohner werden Clermontois genannt.

## Geografie
Clermont-Soubiran liegt etwa 18 Kilometer ostsüdöstlich von Agen an der Barguelonne. Umgeben wird Clermont-Soubiran von den Nachbargemeinden Saint-Urcisse und Grayssas im Norden, Gasques im Osten, Valence im Südosten, Lamagistère im Süden sowie Saint-Romain-le-Noble im Westen.

## Bevölkerungsentwicklung
| Jahr                       | 1962 | 1968 | 1975 | 1982 | 1990 | 1999 | 2006 | 2018 |
| -------------------------- | ---- | ---- | ---- | ---- | ---- | ---- | ---- | ---- |
| Einwohner                  | 315  | 316  | 270  | 236  | 301  | 333  | 378  | 388  |
| Quellen: Cassini und INSEE |      |      |      |      |      |      |      |      |

## Sehenswürdigkeiten
- Kirche Sainte-Victoire
- Burg Clermont-Soubiran aus dem 12./13. Jahrhundert, Monument historique

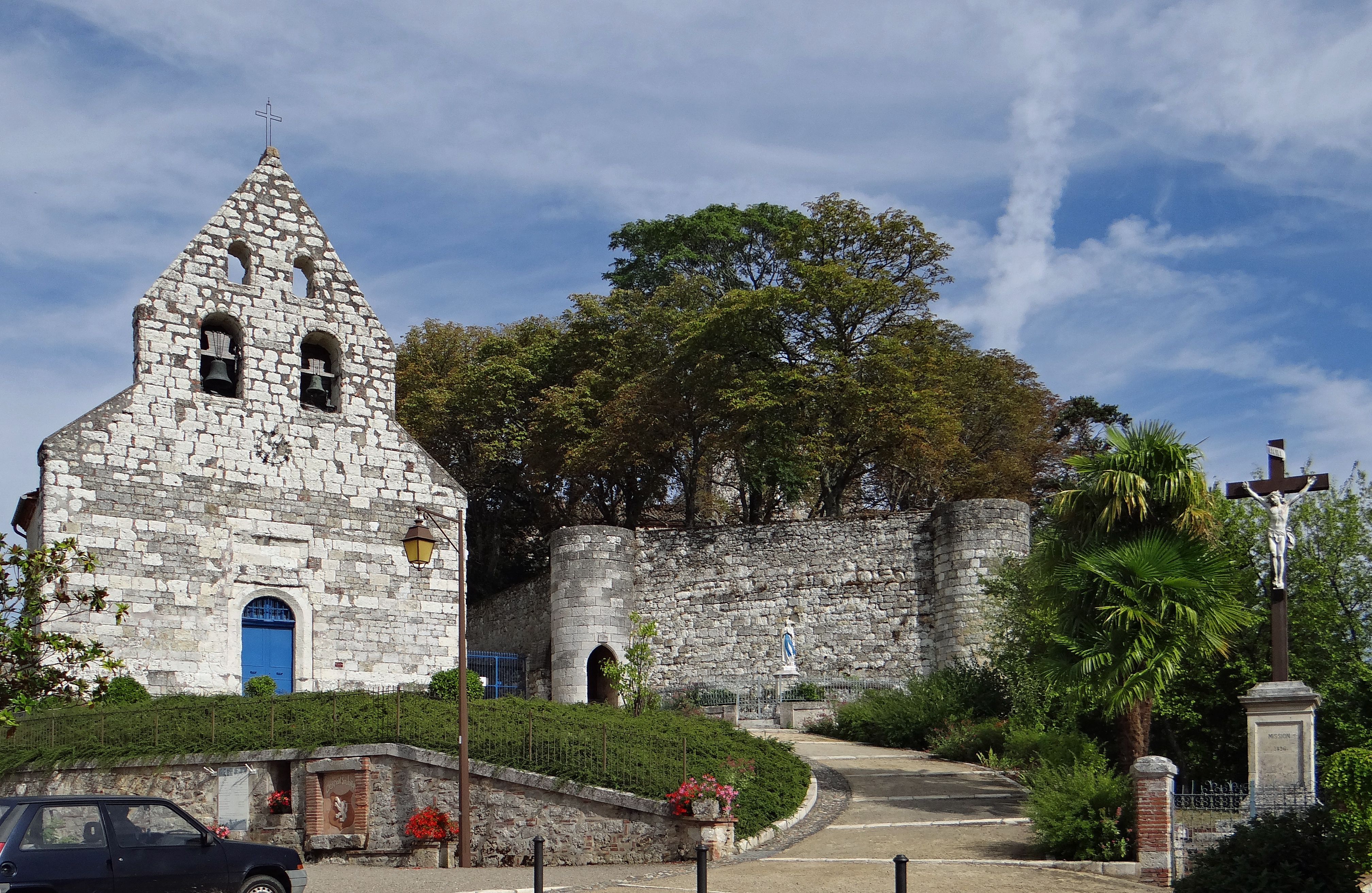
Kirche Sainte-Victoire
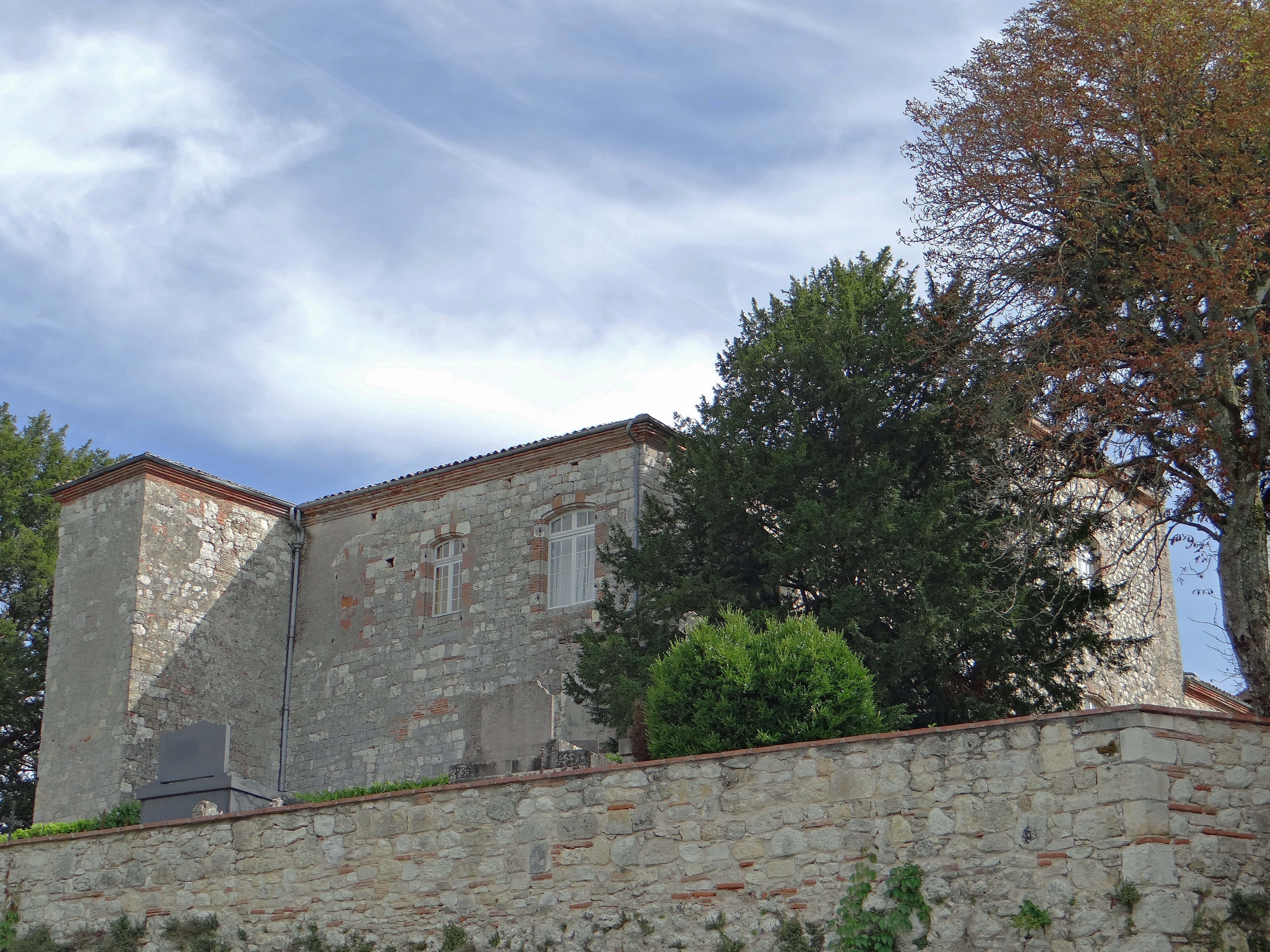
Burg Clermont-Soubiran